# 오늘의 스포츠 (라디오 프로그램)
오늘의 스포츠는 MBC 표준FM(수도권 FM 95.9MHz, AM 900kHz)에서 1997년 3월 3일부터 1998년까지 매일 밤 9시 40분부터 10시까지 방송한 스포츠 프로그램이다.

## 진행자
- 강재형 아나운서